# فقعى سربية
فقعى سربية (الاسم العلمي: )، نوع من الفقعى وفصيلة الحماميات. إنه مستوطن في المناطق الأكثر جفافًا في أستراليا.